# Mennessis
Mennessis – miejscowość i gmina we Francji, w regionie Hauts-de-France, w departamencie Aisne.
Według danych na styczeń 2014 roku gminę zamieszkiwały 424 osoby, a gęstość zaludnienia wynosiła 80,9 osób/km².